# أبديتا (إدلب)
أبديتا قرية سورية تتبع ناحية إحسم في منطقة أريحا في محافظة إدلب. بلغ عدد سكانها 1440 نسمة في عام 2004 حسب إحصاء المكتب المركزي للإحصاء.
تشتهر قرية ابديتا بالتين والزيتون والكرز، وطقسها معتدل صيفا بارد شتاءً.